# 小浜郵便局 (福井県)
小浜郵便局（おばまゆうびんきょく）は、福井県小浜市にある郵便局。民営化前の分類では集配普通郵便局であった。

## 概要
住所：〒917-8799 福井県小浜市一番町1-1

## 沿革
- 1872年7月6日（明治5年6月1日） - 小浜郵便取扱所として開設[1]。
- 1873年（明治6年） - 小浜郵便役所となる。
- 1875年（明治8年）1月1日 - 小浜郵便局（四等）となる。翌日より為替取扱を開始。
- 1879年（明治12年） - 貯金取扱を開始。
- 1890年（明治23年）4月1日 - 小浜郵便電信局となる。
- 1903年（明治36年）4月1日 - 通信官署官制の施行に伴い小浜郵便局となる。
- 1951年（昭和26年）8月11日 - 小浜市玉前から同市竹原に移転[2]。
- 1954年（昭和29年）3月1日 - 電話通話事務の取扱を開始。
- 1956年（昭和31年）10月1日 - 和文電報受付事務の取扱を開始。
- 1981年（昭和56年）9月 - 局舎新築。
- 1996年（平成8年）7月1日 - 外国通貨の両替および旅行小切手の売買に関する業務取扱を開始。
- 2005年（平成17年）10月17日 - 遠敷郵便局から「917-02xx」区域の集配業務を移管[3]。
- 2006年（平成18年）10月2日 - 内外海郵便局から「917-01xx」区域の集配業務を移管。
- 2007年（平成19年）10月1日 - 民営化に伴い、併設された郵便事業小浜支店に一部業務を移管。
- 2012年（平成24年）10月1日 - 日本郵便株式会社発足に伴い、郵便事業小浜支店を小浜郵便局に統合。
- 2015年（平成27年）3月9日 - 名田庄郵便局から「917-03xx」区域の集配業務を移管。

## 取扱内容
- 郵便、印紙、ゆうパック、内容証明
- 貯金、為替、振替、振込、国際送金、外貨両替・トラベラーズチェック、国債、投資信託
- 生命保険、バイク自賠責保険、自動車保険、がん保険、引受条件緩和型医療保険
- ゆうちょ銀行ATM
- 小浜市内全域および大飯郡おおい町名田庄地区（旧・名田庄村）内（〒917-00xx,917-01xx,917-02xx,917-03xx,917-8xxx）の集配業務
- ゆうゆう窓口

## 周辺
- 小浜港
- 蘇洞門巡り遊覧船乗船場
- 小浜城址
- 小浜市役所
- 南川

## アクセス
- JR小浜線 小浜駅から北へ徒歩約12分
- あいあいバス（コミュニティバス） 乗船場口停留所下車
- 舞鶴若狭自動車道 小浜西ICから東へ約8.5km
- 国道162号沿い
- 駐車場あり：10台